# Eugène Chaboud
Marius Eugène Chaboud (Lyon, França, 12 de abril de 1907 – Montfermeil, Seine-Saint-Denis, França, 28 de dezembro de 1983) foi um automobilista francês.
Chaboud participou de 3 Grandes Prêmios de Fórmula 1, obtendo um quinto lugar na França em 1950, prova em que dividiu o carro com Philippe Étancelin. Ambos marcaram um ponto no Mundial de Pilotos.